# Солмас
Солмас (Безвестный) — ручей в России, протекает в Пошехонском районе Ярославской области.
Исток находится около деревни Заднево. Течёт, в основном, на север, на 1-2 км западнее деревень Большое и Малое Мильково, Аверковское, Николо-Раменье, Панфилки. Далее русло реки примерно на 2 км скрывается в Артёмовском болоте, миновав болото ручей впадает в реку Сога. Устье реки находится в 50 км от устья Соги по левому берегу. Длина реки — 16 км, площадь водосборного бассейна — 33,4 км².

## Данные водного реестра
По данным государственного водного реестра России относится к Верхневолжскому бассейновому округу, водохозяйственный участок реки — Рыбинское водохранилище до Рыбинского гидроузла и впадающие в него реки, без рек Молога, Суда и Шексна от истока до Шекснинского гидроузла, речной подбассейн реки — Реки бассейна Рыбинского водохранилища. Речной бассейн реки — (Верхняя) Волга до Куйбышевского водохранилища (без бассейна Оки).
Код объекта в государственном водном реестре — 08010200412210000010031.